# 池見酉次郎
池見 酉次郎（いけみ ゆうじろう、大正4年（1915年）6月12日 - 平成11年（1999年）6月25日）は、日本の心身医学、心療内科の基礎を築いた草分け的な日本の医学者。九州大学医学部名誉教授。甥は臨床心理学者の池見陽。
福岡県糟屋郡粕屋町生まれ。旧制福岡中学（現福岡県立福岡高等学校）、九州帝国大学医学部卒業。戦後、アメリカの医学が日本に流入した際、心身医学の存在を知る。昭和27年（1952年）にはアメリカミネソタ州のメイヨー・クリニックに留学し、帰国後、日野原重明、三浦岱栄らと共に昭和35年（1960年）日本心身医学会を設立し、初代理事長になる。翌昭和36年（1961年）九州大学に国内最初に設立された精神身体医学研究施設（現在の心療内科に当たる）教授に就任し、内科疾患を中心に、心と体の相関関係に注目した診療方法を体系化、実用化に尽力した。
九州大学医学部名誉教授、自律訓練法国際委員会名誉委員長、日本心身医学会名誉理事長、国際心身医学会理事長、 日本交流分析学会名誉理事長などを歴任。
平成11年（1999年）6月25日肺炎のため、福岡市内の病院で死去。84歳。

## 著書
- 『心療内科』（中公新書）（中央公論社, 1963年12月）
- 『自己分析―心身医学からみた人間形成』（講談社現代新書）（講談社, 1968年10月）
- 『セルフ・コントロールの医学』（NHK出版, 1978年7月）
- 『池見酉次郎博士の心身セルフ・コントロール法―自らの体験で説く心身症の防ぎ方、治し方』(主婦の友社、1989年4月)
- 『自彊術入門―1日15分、31の動作で心と体が強くなる』（ごま書房、1994年7月）
- 『自己をととのえる～セルフコントロールと自己実現／すこやかな人生を』（NHKサービスセンター, ラジオ深夜便カセット文庫, 1997年9月）
- 『心と体が強くなる自彊術ハンドブック』（ごま書房新社、2009年12月）